# Saucedo (Uruguay)
Saucedo  ist eine Ortschaft in Uruguay. 

## Geographie
Sie befindet sich auf dem Gebiet des Departamento Salto in dessen Sektor 11. Saucedo liegt dabei südlich von Termas del Arapey und südöstlich von Palomas. Die Departamento-Hauptstadt Salto liegt in rund 80 Kilometern Entfernung im Südwesten.

## Einwohner
Die Einwohnerzahl Saucedos beträgt 270 (Stand: 2011), davon 142 männliche und 128 weibliche.
| Jahr | Einwohner |
| ---- | --------- |
| 1963 | 233       |
| 1975 | 213       |
| 1985 | 290       |
| 1996 | 270       |
| 2004 | 326       |
| 2011 | 270       |

Quelle: Instituto Nacional de Estadística de Uruguay